# Trilostane
Trilostane, được bán dưới tên thương hiệu Desopan, Modrastane và Modrenal trong số những loại khác, là một chất ức chế sinh steroid được sử dụng trong điều trị hội chứng Cushing.
Nó đã bị rút khỏi sử dụng của con người tại thị trường Hoa Kỳ vào tháng 4 năm 1994. Loại thuốc này trước đây đã có sẵn ở Vương quốc Anh để sử dụng cho người dưới tên Modrenal để điều trị bệnh Cushing và ung thư vú. Nó đã được phê duyệt tại Hoa Kỳ vào năm 2008 để điều trị bệnh Cushing (hyperadrenocorticism) ở chó dưới tên thương hiệu Vetoryl. Nó đã có sẵn theo toa ở Anh dưới tên thương hiệu Vetoryl một thời gian trước khi nó được chấp thuận ở Mỹ. Thuốc cũng được sử dụng để điều trị rối loạn da Alopecia X ở chó. Đây cũng là loại thuốc đầu tiên được chấp thuận để điều trị cho cả tuyến yên - và tuyến thượng thận - phụ thuộc Cushing ở chó. Thuốc theo toa này hoạt động bằng cách ngừng sản xuất cortisol ở tuyến thượng thận. Trong các nghiên cứu về thuốc, tác dụng phụ phổ biến nhất là nôn mửa, thiếu năng lượng, tiêu chảy và giảm cân. Trilostane không nên được trao cho một con chó:
1. bị bệnh thận hoặc gan;[10][15]
2. dùng một số loại thuốc dùng để điều trị bệnh tim; [cần dẫn nguồn]
3. đang mang thai, cho con bú hoặc dự định sinh sản [10][15]

Sự an toàn và hiệu quả của trilostane đã được thể hiện trong một số nghiên cứu. Thành công được đo lường bằng những cải thiện về cả kết quả xét nghiệm máu và các triệu chứng thực thể (tăng sự thèm ăn và mức độ hoạt động, và giảm thở hổn hển, khát nước và đi tiểu).
Chỉ có một loại thuốc khác, Anipryl (tên thương hiệu thú y) selegiline, được FDA phê chuẩn để điều trị bệnh Cushing ở chó, nhưng chỉ để điều trị Cushing không phụ thuộc vào tuyến yên. Phương pháp điều trị duy nhất trước đây cho căn bệnh này là sử dụng thuốc Mitotane (tên thương hiệu Lysodren).
Nó đã được sử dụng như một chất ức chế progesterone.
Một số nhà thuốc tây ở Mỹ bán sản phẩm. Kể từ khi Hoa Kỳ chấp thuận Vetoryl vào tháng 12 năm 2008, các nhà thuốc hỗn hợp không còn có thể sử dụng một sản phẩm thuốc số lượng lớn cho mục đích pha chế, mà phải điều chế thuốc hỗn hợp từ Vetoryl.
Nó là một chất ức chế 3β-hydroxapseoid dehydrogenase (3β-HSD), cũng như các enzyme khác có liên quan đến sinh steroid.

## Hóa học
Các hợp chất được điều chế từ testosterone trong một tổng hợp bốn bước.